# Chaetostomella cylindrica
Chaetostomella cylindrica är en tvåvingeart som först beskrevs av Jean-Baptiste Robineau-Desvoidy 1830.  Chaetostomella cylindrica ingår i släktet Chaetostomella och familjen borrflugor. Arten är reproducerande i Sverige. Inga underarter finns listade i Catalogue of Life.

## Bildgalleri

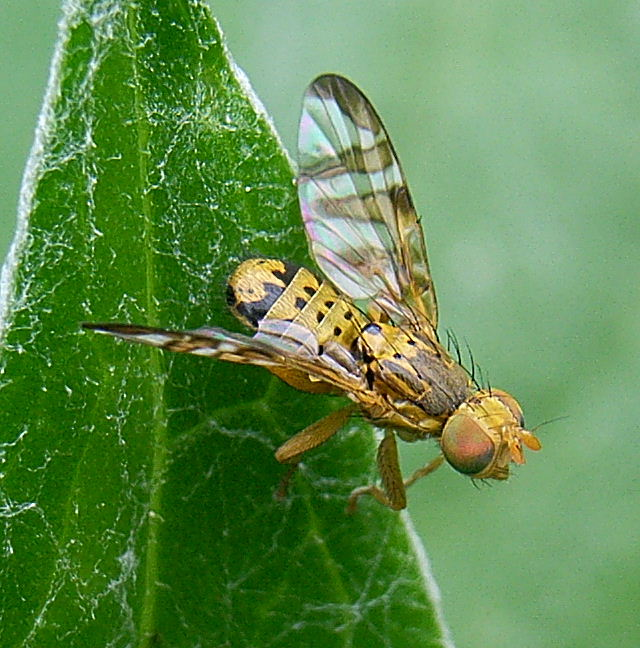
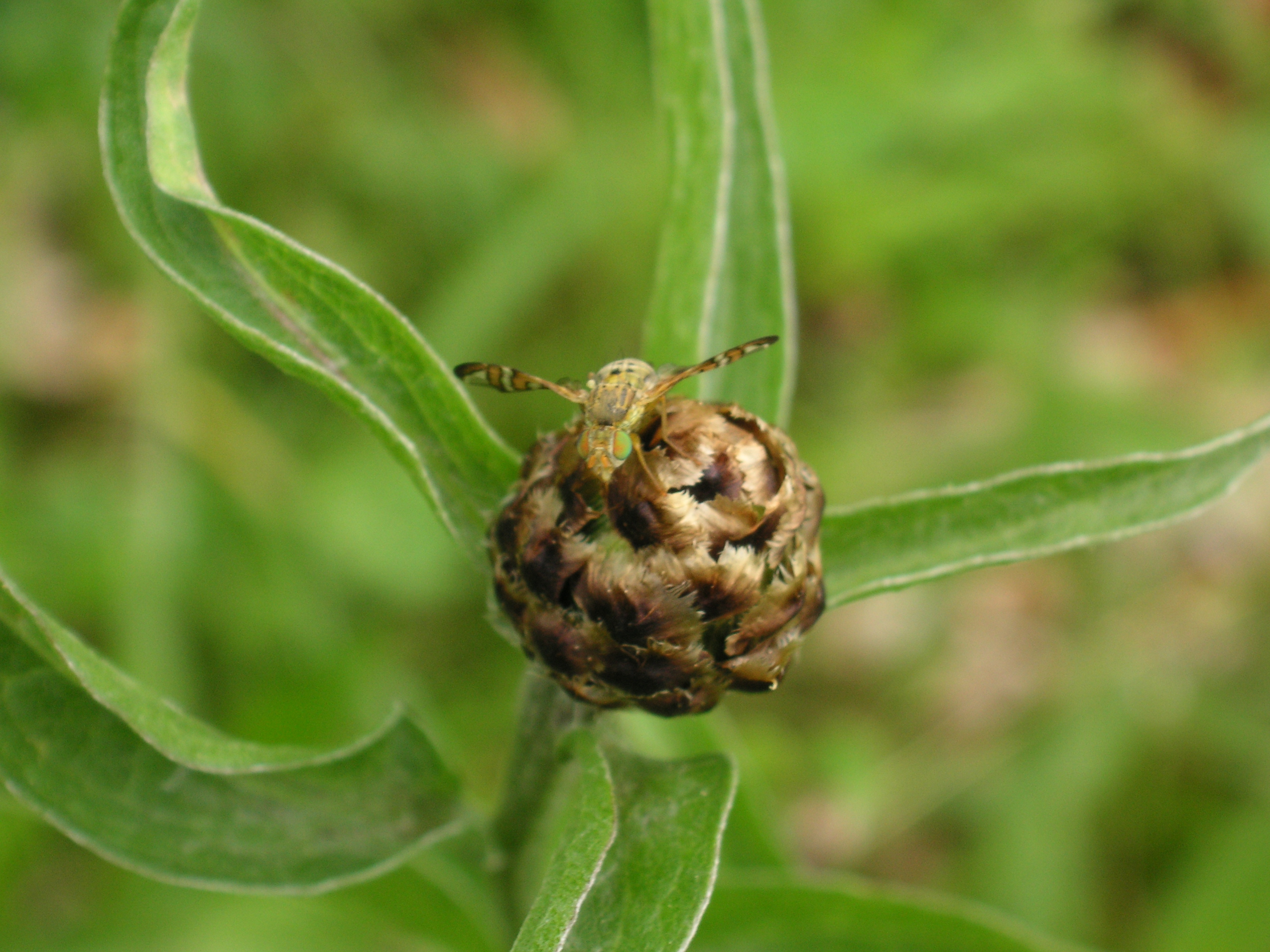